# Adrián Palacios
Adrián José Palacios Hernández (El Vigía, Mérida; 7 de junio de 2004) es un futbolista venezolano. Juega en la posición de defensa central y su equipo actual es el K. R. C. Genk de la Primera División de Bélgica.

## Carrera

### Deportivo Cali
Adrián palacios Thomas comenzó su carrera deportiva en las divisiones inferiores del Deportivo Cali en 2020. Antes de debutar el 7 de agosto de 2022 con el primer equipo, El Deportivo Cali de la Categoría Primera A ante Millonarios que terminó en derrota de 4-2.

### K. R. C. Genk
Palacios  21 Jun 2024 se unió al club del Jumper Pro League de Bélgica al K. R. C. Genk 2 millones de euros.

## Selección nacional

### Juegos Sudamericanos
Palacios recibió una convocatoria de la selección sub-20 para acudir a los Juegos Suramericanos celebrados en Asunción (Paraguay), donde la selección venezolana no pasó de la fase de grupos por diferencia de goles. Palacios debutó en el partido contra Perú, que terminó en empate, y contra Paraguay, que terminó en victoria, y le marcaron dos goles.